# Aşağı Əylis
Aşağı Əylis è un comune dell'Azerbaigian situato nel distretto di Ordubad.